# Edmon Costa
Edmon Sebastião Silva Costa (Rio de Janeiro, 9 de janeiro de 1964) é um cantor brasileiro. Em 1990, lançou seu primeiro disco chamado Edmon pela sony music depois em 93  pela Universal o terceiro pela Indie records o quarto pela indie. Edmon obteve sucesso durante os anos 90 e teve suas canções usadas nas trilhas sonoras de novelas como O Dono do Mundo (1991), Olho no Olho (1993), Quatro por Quatro (1994) e Cara & Coroa (1995),  todas da TV Globo. Também participou do The Voice em 2014.